# Slittino ai IV Giochi olimpici giovanili invernali - Doppio femminile
La gara del doppio femminile di slittino dei IV Giochi olimpici giovanili invernali di Gangwon si disputò nell'arco di due manches nella giornata del 21 gennaio 2024 sul tracciato dell'Alpensia Sliding Centre, situato nella città di Daegwallyeong, nella contea di Pyeongchang.
A seguito di quanto previsto dal regolamento di qualificazione, presero parte alla competizione 18 atlete in rappresentanza di 7 nazioni ed ogni comitato nazionale poté schierare fino ad un massimo di due coppie, sulla base della classifica di Coppa del Mondo giovani 2023/24 così come risultante alla data del 10 dicembre 2023, quando si erano disputate le prime quattro tappe del circuito internazionale.
Le italiane Alexandra Oberstolz e Katharina Kofler conquistarono la medaglia d'oro facendo segnare il miglior tempo in entrambe le discese in programma, quelle d'argento e di bronzo andarono rispettivamente alle due coppie austriache composte da Marie Riedl e Nina Lerch e dalle loro loro sorelle Lina Riedl e Anna Lerch, uniche altre formazioni a riuscire a contenere il distacco dalle vincitrici entro il secondo.

## Risultato
| Pos. | Atlete                               | Nazione     | 1ª manche | 2ª manche | Totale   | Distacco |
| ---- | ------------------------------------ | ----------- | --------- | --------- | -------- | -------- |
|      | Alexandra Oberstolz Katharina Kofler | Italia      | 47"975    | 48"496    | 1'36"471 |          |
|      | Marie Riedl Nina Lerch               | Austria     | 48"535    | 48"606    | 1'37"141 | +0"670   |
|      | Lina Riedl Anna Lerch                | Austria     | 48"687    | 48"691    | 1'37"378 | +0"907   |
| 4    | Sarah Pflaume Lina Peterseim         | Germania    | 48"802    | 49"616    | 1'38"418 | +1"947   |
| 5    | Svitlana Solovej Anna-Marija Harcula | Ucraina     | 49"160    | 49"266    | 1'38"426 | +1"955   |
| 6    | Zuzanna Jędrzejczyk Zuzanna Pieron   | Polonia     | 49"449    | 49"396    | 1'38"845 | +2"374   |
| 7    | Lilly Bierast Leandra Claus          | Germania    | 49"933    | 50"769    | 1'40"702 | +4"231   |
| DNF  | Sadie Martin Haidyn Bunker           | Stati Uniti | 52"890    | DNF       | –        | –        |
| DNF  | Margita Sirsniņa Madara Pavlova      | Lettonia    | DNF       | –         | –        | –        |

Data: Domenica 21 gennaio 2024

Ora locale 1ª manche: 10:50 (UTC+9)

Ora locale 2ª manche: 11:40 (UTC+9)

Pista: Alpensia Sliding Centre

Legenda:
- Pos. = posizione
- DNF = gara non completata (did not finish)